# Бендзешин (Великопольське воєводство)
Бендзешин (пол. Będzieszyn) — село в Польщі, у гміні Острув-Велькопольський Островського повіту Великопольського воєводства.
Населення — 173 особи (2011).

## Демографія
Демографічна структура станом на 31 березня 2011 року:
|          | Загалом | Допрацездатний вік | Працездатний вік | Постпрацездатний вік |
| -------- | ------- | ------------------ | ---------------- | -------------------- |
| Чоловіки | 90      | 17                 | 59               | 14                   |
| Жінки    | 83      | 13                 | 47               | 23                   |
| Разом    | 173     | 30                 | 106              | 37                   |